# 精神病院

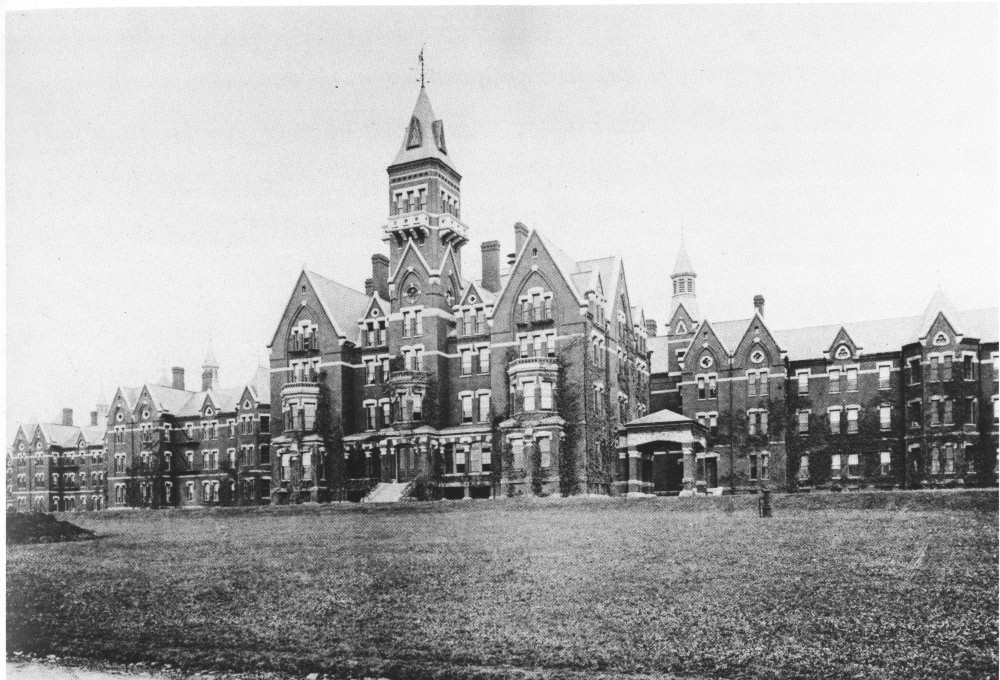
丹佛州立医院，马萨诸塞州丹佛斯，Kirkbride建筑群，1893年

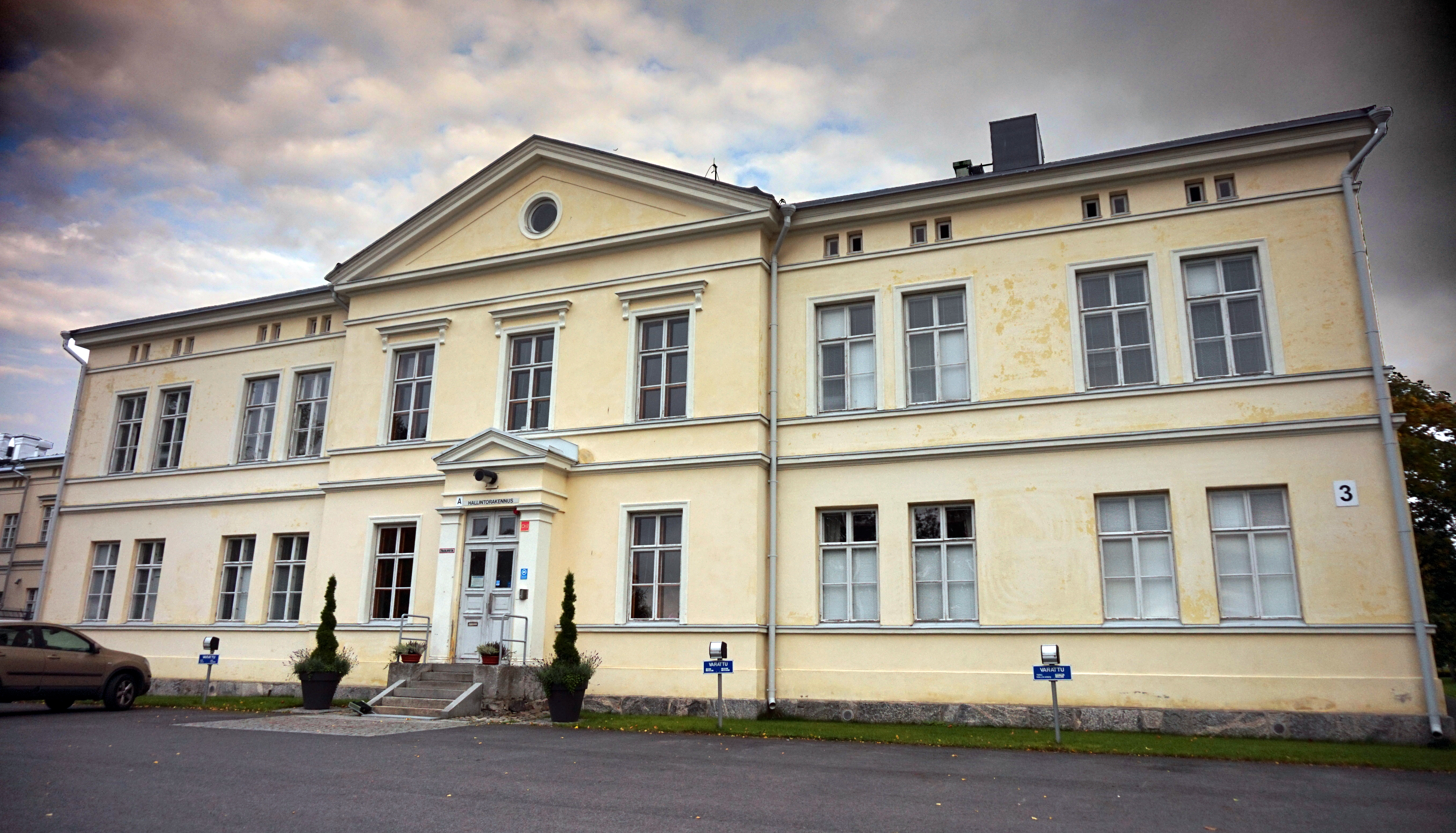
纽万涅米医院，位于芬兰庫奧皮奧市

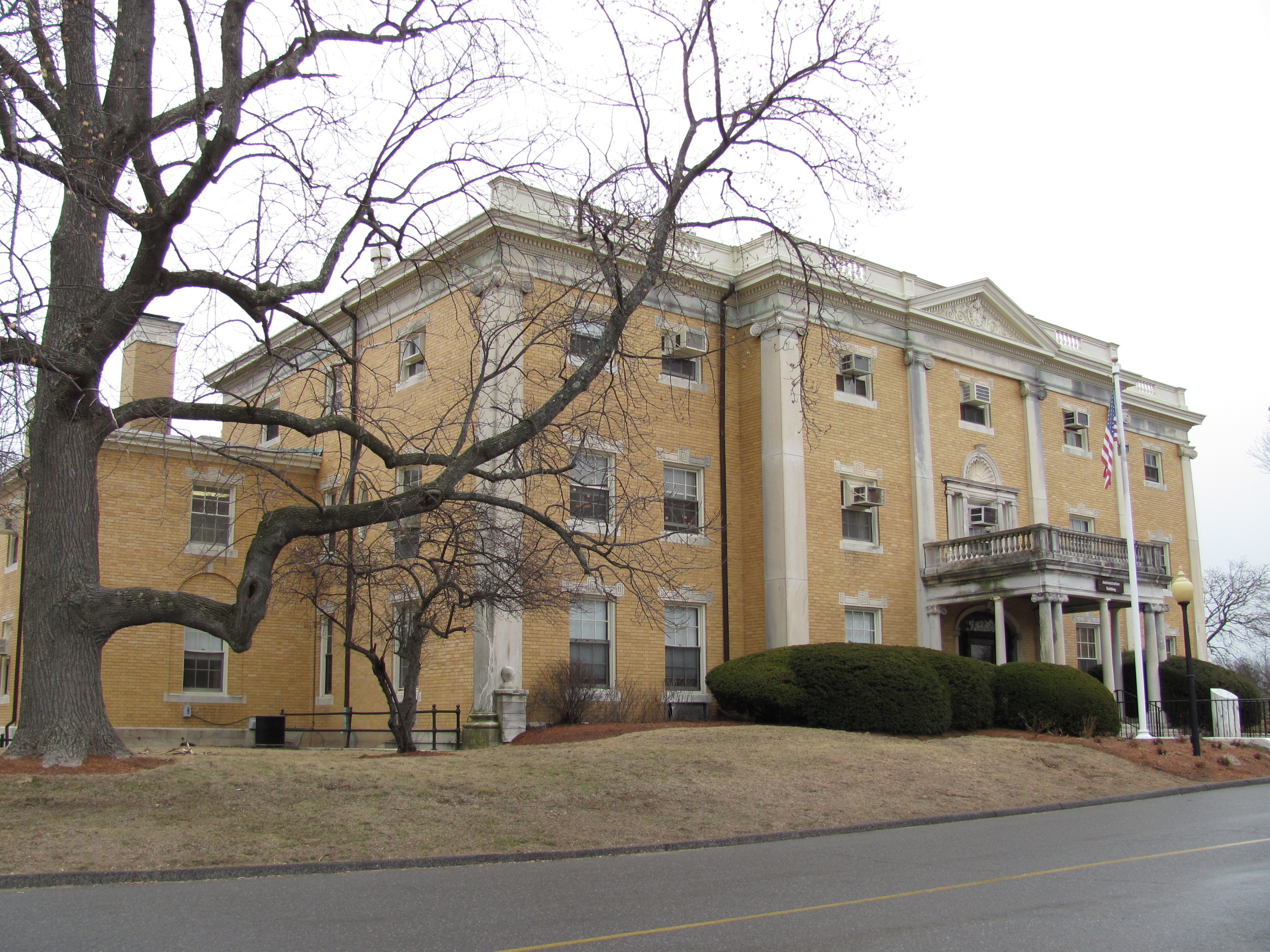
麦克莱恩医院的行政大楼，位于马萨诸塞州贝尔蒙特；该医院曾治疗过多位著名的新英格兰居民，包括马萨诸塞州州长内森尼尔·P·班克斯、音乐家詹姆斯·泰勒和诗人安妮·塞克斯顿

精神病院（psychiatric hospital），又称心理健康医院、行为健康医院，是一种专门治疗严重精神障碍的医疗机构。这类机构为患有精神分裂症、双相情感障碍、重度抑郁症和饮食失调等疾病的患者提供服务。

## 概述
精神病院的规模和类型存在巨大差异。部分精神病院专门提供短期治疗或门诊服务，适合风险较低的精神疾病患者；其他精神病院则针对需要长期护理并且精神状况较严重的患者，提供受控环境以确保安全。精神疾病患者可以自愿选择入院，但在被评估为对自身或他人存在严重威胁时，精神疾病患者可能会被强制入院并接受强制性治疗。
在综合医院中，精神科病房或精神病单元的功能与精神病院类似。这些精神科病房和精神病单元的理念已经超越传统疯人院的概念，不再仅仅是单纯的监禁与控制，而是基于循证治疗的方法，旨在帮助精神疾病患者恢复社会功能。
随着医疗改革的不断推进和循证医学疗法的普及，现代精神病医院广泛采用精神药物与心理治疗的结合，以协助精神疾病患者逐步恢复正常的社会生活。许多国家已全面禁止长时间使用医疗约束措施，例如将精神疾病患者绑在床上数日甚至数月的做法 ，然美国、印度和日本等国家在某些情况下仍然偶尔采用医疗约束措施。

## 历史

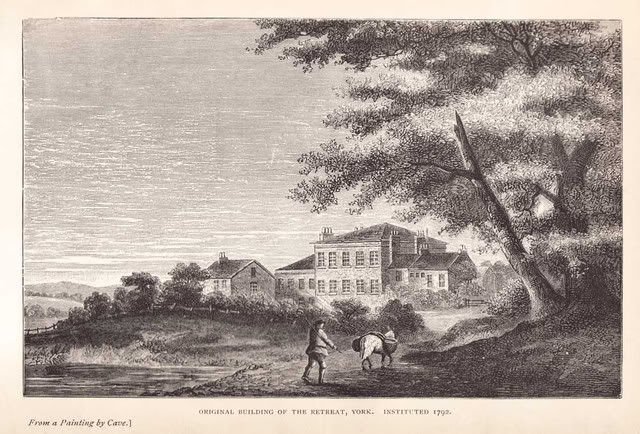
约克疗养院，由威廉·图克在18世纪末建造，他是精神疾病道德治疗的先驱

现代精神病院由传统的精神病人收容所（lunatic asylum）逐渐演变而来，与精神病学的发展密切相关。
在公元9世纪，中东地区已经建立了称为“比马里斯坦”的医院。比马里斯坦的第一所医院由哈伦·拉希德在巴格达创建。虽然比马里斯坦并非专门用于治疗精神疾病患者，但比马里斯坦通常会设立专门病房，收治患有狂躁症或承受严重心理压力的病人。
由于中东地区文化观念认为抛弃或忽视家庭成员是不道德的行为，只有在患者表现出暴力倾向、患有难以治愈的慢性疾病或者身体状况极度虚弱时，家人才会将患者送往比马里斯坦。 比马里斯坦的心理病房通常使用铁栏进行封闭管理，以限制患者活动。
西班牙首先出现了专门精神病院的概念。西班牙仁慈会的成员胡安·希拉贝托·乔夫雷在观察了伊斯兰国家的精神病人收容设施后，建议建立用于收治需要医生治疗的精神疾病患者的机构。瓦伦西亚的几位富有绅士为胡安·希拉贝托·乔夫雷的提议提供了资金支持，1409年，瓦伦西亚建成了世界上第一所专门治疗精神疾病的医院.
在西欧地区，毕谢尔医院的菲利普·皮内尔以及英国约克疗养院的威廉·图克倡导对精神疾病患者采取更具同情心和康复性质的治疗方法。19世纪，西方国家开始采用收容制度以应对大量精神病患者。英国在1808年颁布了《郡县精神病院法》，规定英国每个郡都需要建立由税收支持的精神病院。诺丁汉郡在1812年建成了第一家公立精神病院。
到19世纪末，英国各地的精神病院共收治了数万名精神病患者。1900年，英国精神病患者的收治人数已增长到约十万人。精神病学在19世纪也逐渐发展为独立的医学学科，对精神疾病的分类和治疗进行了深入研究。早期精神病院的治疗以控制和约束为主，治疗方式较为粗暴。
19世纪末至20世纪初，精神病学机构逐渐废除了“疯狂（madness）”、“精神错乱（insanity）”或“精神病”等单一描述的词汇。医学研究将精神疾病细分为多种类型，例如紧张性精神病、抑郁障碍、早发性痴呆（现称精神分裂症）等。
20世纪中叶，社会学家欧文·戈夫曼提出了“全控机构”的理论。全控机构通过严格管理影响患者的行为和社会身份，被称为制度化综合症。欧文·戈夫曼的著作《疯人院》成为推动去机构化运动的重要理论依据。

## 类型

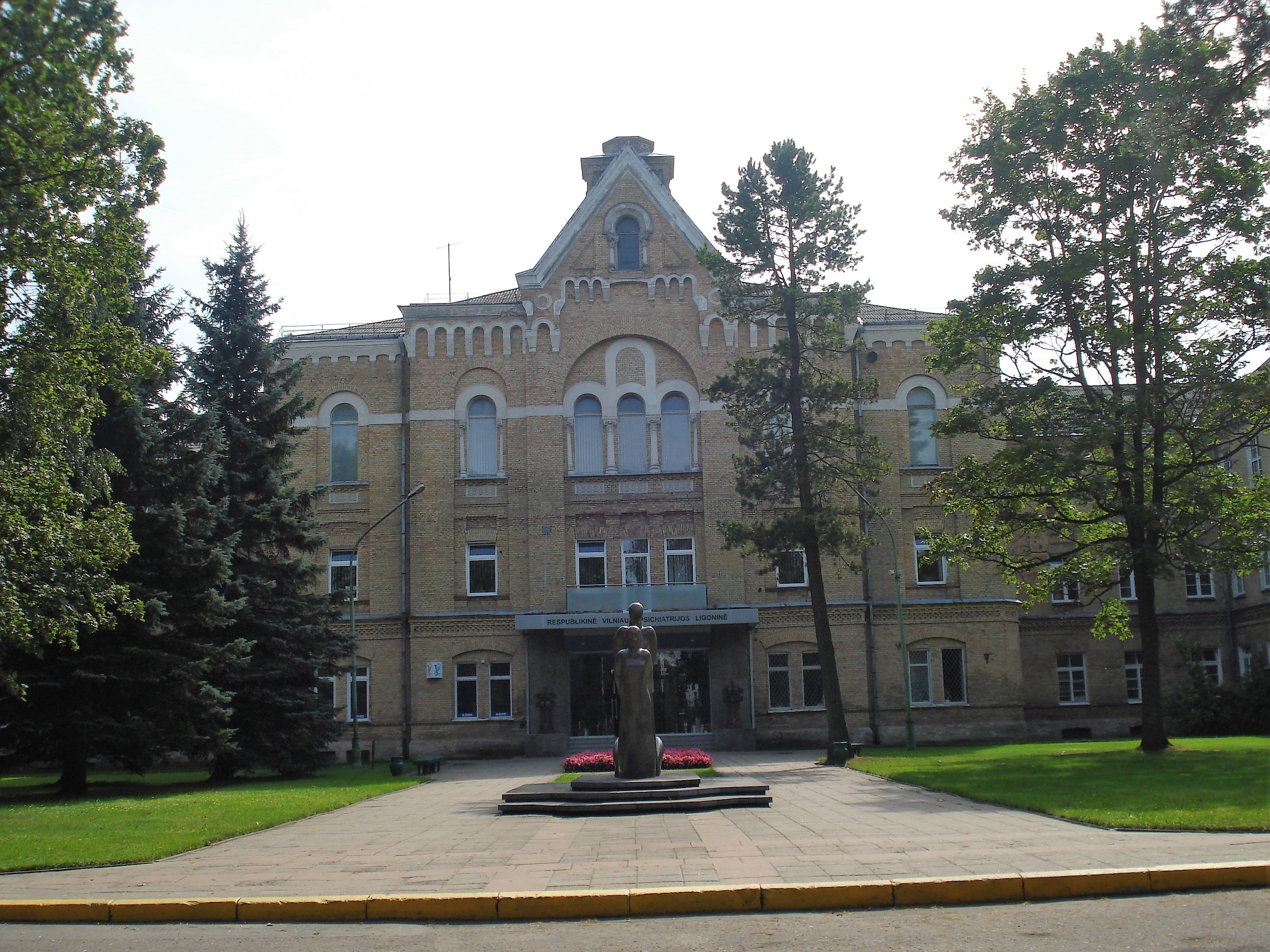
位于立陶宛维尔纽斯市的共和维尔纽斯精神病医院，建于1902年，是立陶宛最大的精神病医疗机构之一

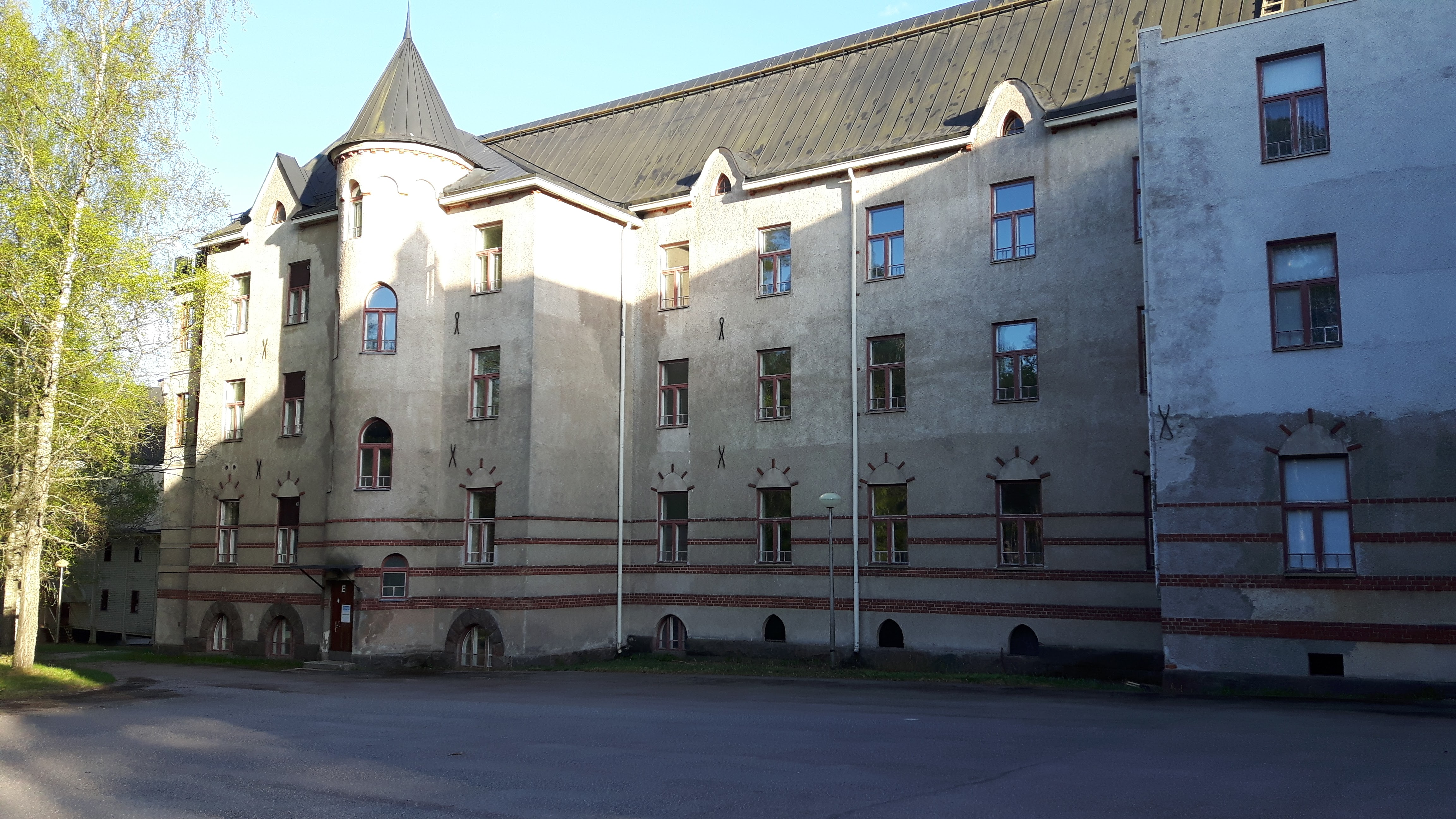
位于芬兰努尔米耶尔维市镇、采用新艺术风格的勒于凯医院，前身为努梅拉疗养院

现代精神病医院分为多种类型，主要收治各类精神疾病患者。在英国，急症住院病房提供危机住院和中期护理服务。专门为儿童和青少年设立的病房称为青少年精神病病房。长期护理设施则以短期治疗和康复（通常两到三年）为目标。而基于社区的“中途之家”则帮助患者过渡到较独立的生活环境。

### 危机稳定
危机稳定单元（CSU）是小型设施，床位有限，专门接收在危机中、且无法在普通住宅环境中保障安全的患者。

### 开放病房
开放精神病病房的安全性低于危机稳定单元，主要用于那些不具急性自杀倾向的患者。开放病房注重在继续治疗的同时让患者尽可能恢复正常生活，直至病情稳定出院。不过，患者通常不得将药物留在房间，以避免冲动服药过量。一些开放病房无门锁，但部分根据患者情况设有锁控。

### 中期护理
中期医院专为精神病患者提供持续数周的护理。大多数精神病药物需要数周方可起效，中期医院的主要目的在于治疗初期监测，以确保用药效果。

### 青少年病房
青少年病房是精神病医院中专门为患病儿童设立的部分。此外，有许多仅面向青少年的专门机构，主要应对药物滥用、自残、饮食失调、焦虑、抑郁等问题。

### 长期护理设施

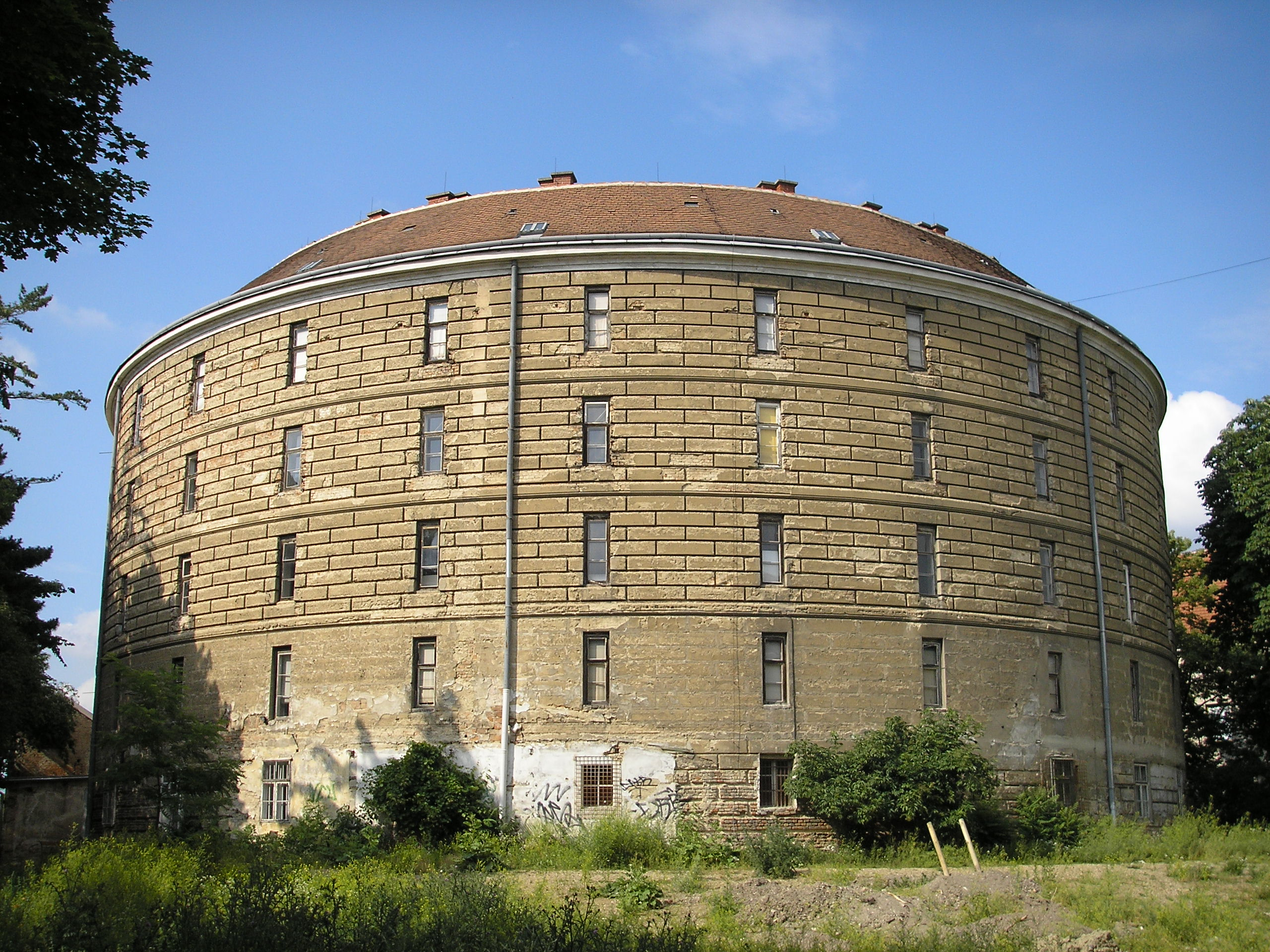
Narrenturm，位于维也纳，建于1784年，名称意为“傻瓜塔”，是专门为精神病患者设计的最早建筑之一

在英国，长期护理设施逐渐被较小的安全单元取代，部分设于医院内部。这些新设施采用现代化建筑和安全措施，同时具有帮助药物稳定患者重新融入社会的便利位置。比如，西伦敦的圣伯纳德医院三桥单元、斯塔福德郡的约翰·穆努医院即为此类。此类单元的目标是在短期内（两到三年）实现患者的治疗和康复，帮助其重返社会。不过，部分患者情况复杂，大型医院仍需承担这些长期护理角色。
这些医院为患有严重抑郁症、双相障碍、饮食障碍等的患者提供稳定和康复服务。

### 临时住宿
基于社区的临时住宿是为精神疾病患者提供长期辅助生活的一类设施，通常帮助患者逐步过渡到独立生活。许多精神科医生认为，这类机构是心理健康系统中不可或缺的部分，但部分地区仍存在资金不足问题。

### 政治监禁
在部分国家，精神病院被用于关押政治犯以施加惩罚。苏联曾普遍將政治犯關進精神病院（見蘇聯精神病學的政治濫用）。这一手段在中華人民共和国也有所记录。现代白俄罗斯、哈薩克亦被指利用此类方式对付批评政府的政治对手。

### 安全单元
在英国，依据《精神健康法》不同条款，刑事法院或内政大臣可以下令将特定罪犯拘留于精神病医院。尽管“犯罪性精神病患者”这一术语已在法律和医学中废弃，英国仍设有安全精神病单元，并建立了高安全等级医院，提供严密安全的治疗服务。安全单元分为高、中、低三个等级，尽管“最高安全”一词常见于媒体，但并无此种分类。低安全单元在法律上常被误称为“地方安全单元”，实际上这些单元通常用于定罪前的精神评估拘留。
这些设施由国家卫生服务机构管理，能够提供精神评估和安全环境中的治疗与住宿，防止患者逃脱，也降低其自我或他人伤害的风险。在都柏林，中央精神医院履行类似功能。

### 社区医院使用情况
在美国，社区医院定期出院精神健康患者，并建议其接受门诊治疗。2003-2011年间的数据显示，精神健康住院治疗在儿童和成人中逐步增加。儿童的精神健康住院率最低，而64岁以下成人的住院人数增长最快。一些单位已设有治疗增强单元，作为主要医院病房的补充。
在英国，高安全医院包括位于梅尔西赛德的阿什沃斯医院、克劳索恩的布罗德摩医院、雷特福德的拉普顿安全医院，以及苏格兰的州立医院。而在北爱尔兰、曼岛和海峡群岛，主要设有中低安全单元。英格兰共有27个专为女性提供服务的单元。爱尔兰的此类单元位于波特莱斯、卡斯特雷和科克等地。

## 批评
精神科医生托马斯·萨兹认为精神病医院更像监狱，实施强制治疗的医生则扮演了法官和监禁者的角色而非医学治疗者。
历史学家米歇尔·福柯在《疯狂与文明》中批评庇护所象征了资产阶级社会秩序的强化，庇护所内部以父权权威和惩罚为核心，压制了患者的自主性。
社会学家厄文·戈夫曼提出“完全机构”的概念，认为精神病医院通过严格管理控制患者的全部生活，将其变成“顺从、无害”的角色以强化精神疾病的慢性化。
意大利精神科医生弗朗哥·巴萨格利亚认为精神病医院是压迫性机构，通过惩罚性规则限制医生、护士和患者，所有人都在制度化的环境中失去自主权。 美国精神科医生洛伦·莫舍指出精神病机构以威权主义、标签化和依赖性延续为基础，优先满足机构需求而非患者利益。